# 矢神站
矢神站（日语：／ Yagami eki */?）是西日本旅客鐵道（JR西日本）藝備線的車站，位於岡山縣新見市哲西町矢田字高橋田79番3號。
此站名稱取自「矢田」和「上神代」兩村落合併成的「矢神村」。

## 歷史
- 1930年（昭和5年）
  - 2月10日 - 三神線 備中神代至此站之間開業，此站啟用。
    - 當時車站地址為岡山縣阿哲郡矢神村（日语：矢神村）矢田字高橋田。

  - 11月25日 - 三神線此站至東城站之間開業。
- 1937年（昭和12年）7月1日 - 三神線成為藝備線一部分，此站成為藝備線車站。
- 1955年（昭和30年）4月1日 - 隨著哲西町（日语：哲西町）成立，車站地址變為岡山縣阿哲郡哲西町矢田字高橋田。
- 1972年（昭和47年）9月1日 - 結束貨物起卸業務[1]。
- 1983年（昭和58年）10月31日 - 成為無人車站（簡易委託）。
- 1987年（昭和62年）4月1日 - 伴隨國鐵分割民營化，車站由西日本旅客鐵道（JR西日本）營運。
- 2005年（平成17年）3月31日 - 隨著新見市（第二次）成立，車站地址變為岡山縣新見市哲西町矢田字高橋田。
- 2006年（平成18年）3月18日 - 成為快速列車[注 1]停車站。

## 車站構造

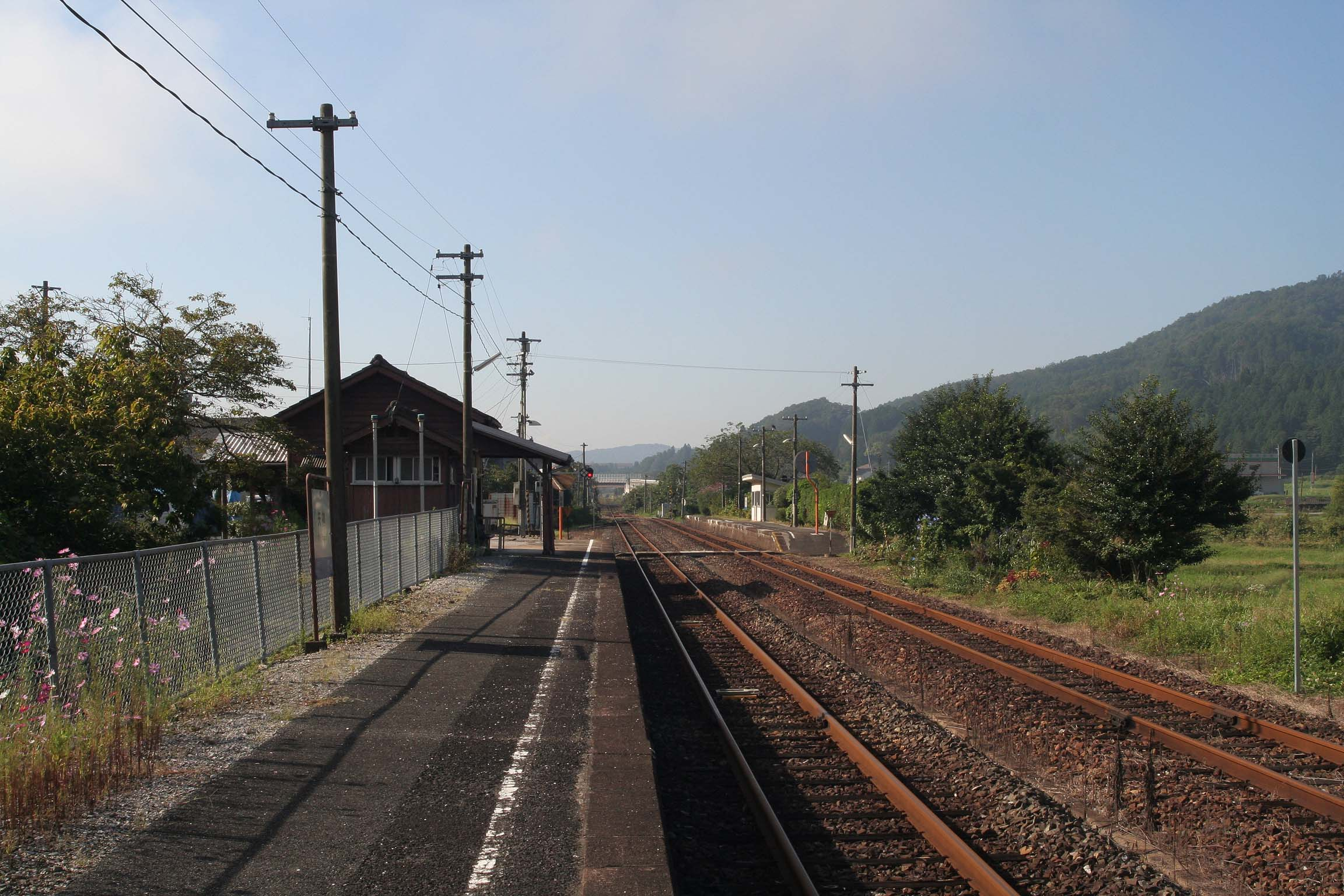
站內（2007年9月26日）

地面車站，設有2面2線的相對式月台。在藝備線岡山分社管轄範圍內，只有此站可進行列車交會（在伯備線直通區間中，布原站也可進行列車交會。東城站設有列車交換設施，但現時一邊月台己經封閉，不能使用）。站房位於下行月台側，兩月台位置稍微錯開，有站內平交道連接。
此站是由新見站管理的無人車站。曾是簡易委託車站，當時在站前商店可購買車票（常備券）。在1990年代，站房內的車站事務室被拆毀，只剩下候車室部分。上行月台有御衣黃櫻花樹。

### 月台
| 月台 | 路線   | 上下行 | 方向               |
| ---- | ------ | ------ | ------------------ |
| 1    | 藝備線 | 上行   | 新見方向           |
| 2    | 藝備線 | 下行   | 東城、備後落合方向 |

僅自動播報時使用月臺編號，站房一側爲2號月臺。

## 使用狀況
以下為近年1日平均乘車人次列表。
| 年度 | 1日平均 乘車人次 |
| ---- | ---------------- |
| 1981 | 58               |
|      |                  |
| 1999 | 21               |
| 2000 | 26               |
| 2001 | 32               |
| 2002 | 30               |
| 2003 | 32               |
| 2004 | 27               |
| 2005 | 24               |
| 2006 | 20               |
| 2007 | 17               |
| 2008 | 18               |
| 2009 | 16               |
| 2010 | 16               |
| 2011 | 18               |
| 2012 | 20               |
| 2013 | 22               |
| 2014 | 17               |
| 2015 | 16               |
| 2016 | 13               |
| 2017 | 11               |
| 2018 | 9                |

## 車站周邊
- 矢神郵局
- 閃光廣場、哲西
  - 新見市政廳哲西分局
  - 新見市立哲西圖書館
- 道之驛鯉窪（日语：道の駅鯉が窪）
- 中國自動車道 哲西停車區（日语：哲西バスストップ）
- 國道182號（日语：国道182号）

## 相鄰車站
西日本旅客鐵道（JR西日本）
 藝備線
■快速（僅早間下行1班）
新見→矢神→東城
■普通
市岡－矢神－野馳

## 注腳

## 外部連結
- 矢神｜車站資訊：JR出門網 - 西日本旅客鐵道（日語）